# Mońki (gmina)
Pour les articles homonymes, voir Mońki.
La gmina de Mońki est une commune urbaine-rurale polonaise de la voïvodie de Podlachie et du powiat de Mońki. Elle s'étend sur 161,56 km2 et comptait 15 126 habitants en 2006. Son chef-lieu est la ville de Mońki qui se situe à environ 40 kilomètres au nord-ouest de Białystok.

## Villages
Hormis la ville de Mońki, la gmina de Mońki comprend les villages et localités de Boguszewo, Ciesze, Czekołdy, Dudki, Dudki-Kolonia, Dziękonie, Dzieżki, Ginie, Hornostaje, Hornostaje-Osada, Jaski, Kiślaki, Koleśniki, Kołodzież, Konopczyn, Kosiorki, Kropiwnica, Krzeczkowo, Kuczyn, Kulesze, Lewonie, Łupichy, Magnusze, Masie, Mejły, Moniuszeczki, Ołdaki, Oliszki, Potoczyzna, Przytulanka, Pyzy, Rusaki, Rybaki, Sikory, Sobieski, Świerzbienie, Waśki, Wojszki, Zalesie, Zblutowo, Znoski, Żodzie et Zyburty.

## Communes voisines
La gmina de Mońki est voisine des gminy de Goniądz, Jaświły, Knyszyn, Krypno et Trzcianne.